# Tamirat Tola
Tamirat Tola (11 de agosto de 1991) é um fundista etíope, campeão olímpico e mundial da maratona. 
Competidor das provas de fundo em pista e de corridas de cross-country – onde foi campeão nacional etíope em 2015 – conquistou a medalha de bronze olímpica nos 10 000 m da Rio 2016. Em Londres 2017 conquistou a medalha de prata na maratona e se tornou campeão mundial da distância em Eugene 2022, quando estabeleceu um novo recorde para o Campeonato Mundial de Atletismo com a marca de 2:05:36.
Em novembro de 2023 venceu a Maratona de Nova York com o tempo de 2:04:58, novo recorde para a prova.
Em Paris 2024 venceu a maratona estabelecendo um novo recorde olímpico de 2:06:26, depois de ter sido escolhido como reserva mas incluído na equipe etíope pela contusão de outro atleta.
Voltou a disputar a prova na Maratona de Londres de 2025, ficando em 5º lugar com o tempo de 2:04:42, sua melhor marca pessoal.